# Águia Branca (ort)
Águia Branca är en ort i Brasilien.   Den ligger i kommunen Águia Branca och delstaten Espírito Santo, i den sydöstra delen av landet, 800 km öster om huvudstaden Brasília. Águia Branca ligger 143 meter över havet och antalet invånare är 2 554.
Terrängen runt Águia Branca är lite kuperad. Runt Águia Branca är det glesbefolkat, med 20 invånare per kvadratkilometer..
Omgivningarna runt Águia Branca är huvudsakligen savann.